# 快速扩增cDNA末端
快速扩增cDNA末端（Rapid amplification of cDNA ends，縮寫RACE）技术，指的是利用分子生物学获得RNA转录本3'或5'序列的技术。该技术是基于PCR技术，快速扩增cDNA（RNA反转录获得）末端从而获得已知mRNA内一段小序列与3'或5'序列的技术。该技术也称单侧PCR或者锚式PCR。